# Tanner contra els Estats Units
Tanner contra els Estats Units d'Amèrica, 483 US 107 (1987), va ser un cas de la Cort Suprema dels Estats Units en què el Tribunal va considerar que el testimoni del jurat no es podia utilitzar per desacreditar o anul·lar un veredicte del jurat, fins i tot si el jurat hagués estat consumint grans quantitats d'alcohol, marihuana i cocaïna al llarg del judici.

## Rerefons
Després que l'acusat fos declarat culpable de frau per correu, els seus advocats van presentar diverses mocions després de descobrir que set membres del jurat van beure alcohol durant el recés del migdia. Quatre membres del jurat van consumir entre ells "d'una a tres pintes" de cervesa durant diversos recessos. Dels altres tres jurats presumptes que havien consumit alcohol, un va afirmar que, en diverses ocasions, va observar dos jurats prenent una o dues copes durant l'esbarjo del dinar, i un altre jurat, que també n'era el cap, prenent un litre de vi en cadascuna de les tres ocasions. El jurat Hardy també va declarar que ell i tres membres més van fumar marihuana amb força regularitat durant el judici. A més, Hardy va declarar que, durant el judici, va observar que un jurat ingeria cocaïna cinc vegades i un altre jurat ingeria cocaïna dues o tres vegades. Un jurat va vendre 1⁄4 lliura (110 g) de marihuana a un altre jurat durant el judici, i va portar marihuana, cocaïna i parafernàlia de consum de drogues al jutjat. Un membre del jurat es va descriure al jurat Hardy com que estava "volant".

## Opinió del Tribunal
El tribunal va considerar que, d'acord amb la Regla Federal d'Evidència 606 (b), els tribunals inferiors tenien raó en negar una audiència sobre la mala conducta del jurat. El tribunal va assenyalar que "la norma de common law gairebé universal i fermament establerta als Estats Units prohibia rotundament l'admissió del testimoni del jurat per acusar un veredicte del jurat".